# Il Selvaggio (rivista)
Il Selvaggio fu una rivista ideata da Angiolo Bencini, un ex ufficiale e vinaio, ras di Poggibonsi, in provincia di Siena. Organo di riferimento, insieme a L'Italiano di Leo Longanesi, del movimento Strapaese, la rivista fu pubblicata dal luglio 1924 al 1943.

## Storia
[...] Gli episodi politici o pseudopolitici, i loro sviluppi e le loro vicende, non ci interessano più [...]. Noi sentiamo bene che oggi non è permesso a chiunque fare della politica. Col fascismo, la politica è arte di Governo, non di partito [...].

Bencini contatta il giornalista, appassionato di disegno ed esperto xilografo ed incisore Mino Maccari, che apprezza molto l'iniziativa ed a cui affida l'incarico di redattore della rivista, diventandone in seguito anche direttore.
Il 13 luglio 1924 Il Selvaggio inizia le sue pubblicazioni a Colle di Val d'Elsa, in provincia di Siena, presso la "Tipografia Bardini". Dal 1924 al 1925 Il Selvaggio presenta contenuti chiaramente ortodossi e allineati col regime, come si può leggere sul numero del 12 ottobre 1924 nell'editoriale Botte ai liberali, o sul numero del 18 maggio 1925 Selvaggia provincia svegliati!.
Nel 1926 la direzione viene assunta dallo stesso Maccari, che cambia molte cose. Il giornale, dopo numerosi contrasti, si affranca dalla politica. È lo stesso Maccari ad annunciare, nell'articolo di fondo intitolato "Addio al passato", il nuovo indirizzo del Selvaggio, che non intende più essere l'esempio di un fascismo "agonistico" ma una rivista che deve dedicarsi all'arte e alla letteratura.
Dal marzo 1926 al dicembre 1930 il periodico è pubblicato a Firenze dalla casa editrice Vallecchi. Dopo una parentesi torinese tra il 30 gennaio ed il 30 dicembre 1931, avviene il trasferimento definitivo a Roma. Il giornale viene pubblicato nella capitale dal 31 marzo 1932. Dal 1933 la sede è riunita con quella del periodico L'Italiano, diretto da Leo Longanesi, che diventa il direttore de facto de Il Selvaggio.
Da tutte e tre i periodi riuscirà a trarre un intelligente vigore per le sue battaglie che difendono, tra tolleranza e censura, l'autonomia dell'arte ed il diritto dell'attività culturale di "ridere" della politica, fatto quest'ultimo però che costerà alla rivista numerosi casi di sequestro.
Il Selvaggio tralascia i protagonisti dell'arte di stato come Cipriano Efisio Oppo, Filippo Tommaso Marinetti ed Ugo Ojetti, puntando su artisti meno noti o graditi al regime, e addirittura sconosciuti. Hanno così spazio sui fogli de Il Selvaggio artisti come Giorgio Morandi, Luigi Spazzapan, Renato Guttuso, Quinto Martini, Orfeo Tamburi e tra i narratori, Arrigo Benedetti, Aldo Buzzi, Mario Tobino, Romano Bilenchi, Luigi Bartolini, Elsa Morante e Guglielmo Petroni. La rivista non risparmia inoltre attacchi ai firmatari della Protesta Croce e ai redattori di Solaria, e dà anche spazio all'antisemitismo di Ardengo Soffici.